# رئيس السنغال
رئيس السنغال هو المنصب الأعلى في جمهورية السنغال. ووفقا لدستور عام 2001، ينتخب الرئيس لمدة 5 سنوات؛ لكن في عام 2008، تم تغيير ذلك إلى مدة سبع سنوات مثلما كان في فترة ما قبل 2001، رغم ذلك فإن الرئيس الحالي ماكي سال قال إنه يريد أن يعود إلى فترة خمس سنوات.
وفيما يلى قائمة رؤساء السنغال منذ حصول البلاد على استقلالها عن فرنسا في عام 1960.

## المفتاح
الأحزاب السياسية
- الحزب الاشتراكي السنغالي (PSS)

- الحزب الديموقراطي السنغالي (PDS)

- التحالف من أجل الجمهورية (APR)

- الوطنيون الأفارقة في السنغال من أجل العمل والأخلاق والأخوة (PASTEF)

الرموز
- §  انتخب دون معارضة

## رؤساء السنغال (1960–حتى الآن)
| التسلسل | الصورة | الاسم (الولادة–الوفاة)    | الانتخاب                     | فترة المنصب   | فترة المنصب    | المدة              | الحزب السياسي            |
| ------- | ------ | ------------------------- | ---------------------------- | ------------- | -------------- | ------------------ | ------------------------ |
| 1       |        | ليوبولد سنغور (1906–2001) | 1963[§] 1968[§] 1973[§] 1978 | 6 سبتمبر 1960 | 31 ديسمبر 1980 | 20 سنوات و116 أيام | PSS                      |
| 2       |        | عبدو ضيوف (1935–)         | 1983 1988 1993 ‏              | 1 يناير 1981  | 1 أبريل 2000   | 19 سنوات و91 أيام  | PSS                      |
| 3       |        | عبد الله واد (1926–)      | 2000 2007                    | 1 أبريل 2000  | 2 أبريل 2012   | 12 سنوات و1 يوم    | الحزب الديمقراطي         |
| 4       |        | ماكي سال (1961–)          | 2012 2019 ‏                   | 1 أبريل 2012  | 2 أبريل 2024   | 12 سنوات           | التحالف من أجل الجمهورية |
| 5       |        | بشير جمعة فاي (1980–)     | 2024                         | 2 أبريل 2024  | في المنصب      | 353 أيام           | PASTEF                   |